# Кожеед пятнистый
Кожеед пятнистый, или кожеед шиповатый (лат. Dermestes maculatus) — вид жуков кожеедов из рода Dermestes .

## Распространение
Распространен всесветно, кроме Антарктиды, так как завезён во многие регионы мира.

## Описание
Обычный синантропный вид кожеедов. Длина 5,5—9,5 мм. Светлые волоски покрывают бока переднеспинки. Края надкрылий перед вершиной зазубрены, вершинный угол оттянут в виде небольшого шипика. Верх личинок бурый, голова и волоски красновато-бурые. Отмечены случаи каннибализма: куколки поедались личинками.

## Значение
Опасный вредитель запасов животного происхождения, повреждает кожевенное сырьё, меха, мясные продукты, вяленую и копчёную рыбу, сыр, сухое молоко, музейные экспонаты, коконы тутового шелкопряда. Также используются для определения возраста трупов криминалистами. Имаго появляются на трупах через 5—11 дней и развиваются 5—7 недель. Известны случаи нападения жуков на живых индеек и питания ими.
Этого жука в течение десятилетий используют в музеях для качественной очистки костей от мягких тканей. Например, в лондонском Музее естествознания кожеедов содержат в специальном помещении, которое называют «Жучьей комнатой» (bug room) или «Дерместариумом» (dermestarium), при температуре 25  °C, высокой влажности и в темноте. Перед выносом из «Дерместариума» кости замораживают, чтобы не дать жукам расползтись по всему музею.
Является опылителем гидноры африканской.

## Систематика
- Подрод Dermestes (Dermestinus)
  - Dermestes maculatus Linnaeus, 1758 — Кожеед пятнистый

#### Синонимия
- Dermestes maculatus DeGeer, 1774
- Dermestes vulpinus Fabricius, 1781
- Dermestes marginatus Thunberg, 1781
- Dermestes senex Germar, 1824
- Dermestes lateralis Sturm, 1826
- Dermestes elongatus Hope, 1834
- Dermestes lupinus Erichson, 1843
- Dermestes semistriatus Boheman, 1851
- Dermestes rattulus Mulsant and Rey, 1868
- Dermestes sudanicus Gredler, 1877
- Dermestes truncatus Casey, 1916